# А. Р. Рахман: Музичка олуја
„А. Р. Рахман: Музичка олуја“ је биографија индијског музичког композитора А. Р. Рахмана коју је написала новинарка Камини Матаи. Књига је објављена 18. јуна 2009. године од стране подружнице Penguin Books, Viking Press и постала је комерцијални успјех. Састоји се од тринаест поглавља и описује Рахманово рођење у Мадрасу (данашњи Ченај) 1967. године, његову 27-годишњу музичку каријеру и његов брак 1995. године са Саиром Бану, са којом има троје дјеце.
Матаи је почетком 2003. године ангажована од стране издавачке куће Penguin Books да напише биографију о Рахману. У марту исте године, почела је да га контактира путем имејлова. Одговорио је скоро годину дана касније, а њихов први сусрет догодио се наредних шест и седам мјесеци. Током процеса писања, упознала је и скоро 100 других људи, укључујући чланове његове породице и колеге. Критички пријем књиге био је углавном позитиван, а Матаијево писање и његов садржај добили су највише пажње.

## Резиме
Књига је написана у нелинеарном наративу. Почиње описом Рахмановог освајања награда за најбољу оригиналну музику и најбољу оригиналну пјесму за своју композицију у филму „Милионер са улице“ (2008.) на 81. додјели Оскара. Затим се биљеже његове ране године и почетак каријере, укључујући његово рођење 1967. године у Мадрасу (сада Ченај) и његов деби као музичког редитеља са романтичном драмом на тамилском језику „Роја“ (1992), што ће бити његова прва од многих сарадњи са редитељем Манијем Ратнамом. Књига такође говори о његовом боливудском дебију са комедијом-драмом Рама Гопала Варме „Ранђела“ (1995.), његовом браку са Саиром Бану 1995. године. Књига даље биљежи његов прелазак из хиндуизма у ислам.

## Позадина и издавање књиге
Камини Матаи је новинарка из Ченаја која ради за The New Indian Express, The Indian Express и The Times of India. Године 2003, њу и друге новинаре је контактирао издавачки дом Penguin Books да напишу биографију о А. Р. Рахману, а Матаи је на крају изабрана да је напише. Иако је прихватила понуду, никада није била Рахманов обожавалац и није много знала о њему. Матаи је писање књиге назвала тешким задатком јер је у то време био веома заузет и није могао лако да се састане са њом. Рахманови пријатељи су јој рекли да је слање имејла једини начин да комуницира са њим. Матаи је први пут послала имејл Рахману исте године када је био на свјетској концертној турнеји.
Матаи је периодично пратила његове контакте док јој Рахман коначно није одговорио за десет или једанаест мјесеци, а њихов први сусрет догодио се у наредних шест и седам мјесеци. „[Морате] бити заиста, заиста блиски са њим да бисте га коначно натерали да се отвори. Он је веома опрезан у вези са својом прошлошћу, са свим. Дакле, морала сам да имам осам пасуса информација, а затим да питам: 'Да ли је ово истина или зашто сте ово рекли?', онда би се он отворио. Морате бити прецизни“, рекла је. У свом истраживању, Матаи је такође разговарала са скоро 100 људи, укључујући његове сестре - Реихану, Ишрат и Фатиму - иако јој ниједна од њих није дала преко потребне информације. Матаи је такође упознала Рахманову мајку и његове колеге. Открила је да су најтежи делови њеног истраживања били прикупљање информација о његовом оцу, Р. К. Нарајану, и Рахмановим раним годинама.
Након шестогодишњег истраживачког периода, књигу је објавила издавачка кућа Viking Press 18. јуна 2009. на Amazon Kindle-у. Под називом „А. Р. Рахман: Музичка олуја“, књига је означила Матаијев деби као биографа, као и прву књигу о Рахману. Извјештаји из Press Trust of India погрешно сугерисали су да је књига ауторизована. Матаи је појаснила да није и додала да му је прије објављивања послала неколико поглавља из књиге, али да он није имао времена да их прочита. Двије године касније, Рахман је потврдио да није прочитао Матаијеву књигу, тако да ју је он неовластио. „А. Р. Рахман: Музичка олуја“ је била комерцијални успјех и дебитовала је на четвртом мјесту на листи бестселера публицистике часописа The Hindu у њиховом издању од 7. јула 2009. године. Књига је објављена у тврдом повезу 20. децембра, а у меком повезу 26. маја 2010. године.

## Критички пријем
Књига је добила позитивне критике, са похвалама усмјереним на садржај и писање. Рецензија у часопису Bollywood Hungama закључила је: „Упркос очигледним ограничењима са којима се Камини морала суочити због недостатка опсежних разговора са самим човеком и изазовима са којима би се суочила да би дошла до суштине ствари када су у питању одређене контроверзе и разјашњења, [она] се ипак испоставља као добро и детаљно штиво.“ Дипа Ганеш из часописа The Hindu описала је књигу као „анегдотску биографију“, даље рекавши да њена нелинеарна нарација чини дјело „занимљивом књигом“ која „хуманизује обоженог Рахмана“, а критичар у новинама Dawn описао је Матаијеву књигу као „уравнотежену биографију“. Пишући за Madras Musings, Савита Гаутам је рекла да је књига учинила своје читаоце „мало ближим Рахману, особи, али на крају схватите да он и даље остаје енигма. И то је оно што чини читање занимљивим!“
Сафеик Валанчери из часописа „The Book Review“ вјеровао је да је Матаи успјела да „нам пружи осећај“ о Рахмановом раном животу и поријеклу. Кавери Бамзаи из часописа „India Today“ упоредила је књигу са „јефтиним Тринити кремом“, који је „хрскав на врху, а недовољно љепљив изнутра, и додала је да постоји „тенденција да се цитати каче као на неуредну жицу за веш“. С. Ананд из „Outlook“-а назвала ју је „низом цитата“, али је сматрала да и даље није у стању да „открије 'мистерију' иза Рахманове музике“. Филмски критичар Судиш Камат је објаснио: „Камини Матаијев А.Р. Рахман: „Музичка олуја“ је пуна анегдота које покушавају да демистификују једну од најзагонетнијих икона популарне културе нашег времена.“ Лалита Сухасини из часописа „Mint “ похвалила је Матаијево истраживање за књигу и рекла да ако једна ствар недостаје у књизи, то је Рахманова „душа“. С. Субраманијан из емираћанских новина „The National“ сматрао је да је Матаијево писање „толико обећавајуће и издашно са детаљима“.

## Историја објављивања књиге
| Регион | Датум издавања     | Формат        |
| ------ | ------------------ | ------------- |
| Индија | 18. јун 2009.      | Амазон Киндл  |
| Индија | 20. децембар 2009. | Тврдих корица |
| Индија | 26. мај 2010.      | Меких корица  |

## Извори
- Anand, S. (3. 8. 2009). „Medley Messiah”. Outlook. Архивирано из оригинала 22. 8. 2016. г. Приступљено 13. 9. 2021.
- Bamzai, Kaveree (25. 6. 2009). „Book: An Oscar encore”. India Today. Архивирано из оригинала 11. 4. 2021. г. Приступљено 14. 9. 2021.
- „Bestsellers”. The Hindu. Hyderabad, India. 7. 7. 2009. Архивирано из оригинала 13. 9. 2021. г. Приступљено 13. 9. 2021.
- „Book review: A.R. Rahman – The Musical Storm”. Bollywood Hungama. 20. 8. 2009. Архивирано из оригинала 13. 9. 2021. г. Приступљено 13. 9. 2021.
- Ganesh, Deepa (4. 2. 2010). „The case of a curious keyboardist”. The Hindu. Архивирано из оригинала 13. 9. 2021. г. Приступљено 13. 9. 2021.
- Gautam, Savitha (1—15. 7. 2009). „Meet Lata Mangeshkar and A.R. Rahman”. Madras Musings. Архивирано из оригинала 16. 1. 2011. г. Приступљено 13. 9. 2021.
- Kamath, Sudhish (30. 6. 2009). „Demystifying A.R. Rahman”. The Hindu. Архивирано из оригинала 13. 9. 2021. г. Приступљено 13. 9. 2021.
- Mathai, Kamini (18. 6. 2009). A. R. Rahman: The Musical Storm. New Delhi, India: Viking Press. ASIN B06XXZJQFS.
- Mathai, Kamini (20. 12. 2009). A. R. Rahman: The Musical Storm. New Delhi, India: Viking Press. ASIN B01K3OT1X4.
- Mathai, Kamini (26. 5. 2010). A. R. Rahman: The Musical Storm. New Delhi, India: Viking Press. ISBN 978-06-70083-71-8.
- N., Patcy (9. 6. 2009). „A R Rahman, as you didn't know him”. Rediff.com. Архивирано из оригинала 3. 7. 2012. г. Приступљено 14. 9. 2021.
- „Non-fiction: The melody maker”. Dawn. 23. 10. 2011. Архивирано из оригинала 18. 10. 2015. г. Приступљено 13. 9. 2021.
- Raghavan, Nikhil (3. 4. 2011). „A lot's in a book”. The Hindu. Архивирано из оригинала 12. 8. 2021. г. Приступљено 13. 9. 2021.
- S., Divya (18. 6. 2010). „Maestro Rahman, the elusive genius”. Daily News and Analysis. Архивирано из оригинала 12. 2. 2021. г. Приступљено 14. 9. 2021.
- Sivaramakrishnan, Vidya (26. 6. 2009). „'He always said he wasn't ready for a biography'”. Mint. Архивирано из оригинала 13. 9. 2021. г. Приступљено 13. 9. 2021.
- Subramanian, S. (14. 8. 2009). „God of score”. The National. Abu Dhabi, United Arab Emirates. Архивирано из оригинала 13. 9. 2021. г. Приступљено 13. 9. 2021.
- Suhasini, Lalitha (25. 6. 2009). „Pieces of the puzzle”. Mint. Архивирано из оригинала 13. 9. 2021. г. Приступљено 13. 9. 2021.
- Valanchery, Safeeq (јануар 2010). „On a rich trail”. The Book Review. Архивирано из оригинала 13. 9. 2021. г. Приступљено 13. 9. 2021.